# Liste der Naturdenkmale in Bad Soden am Taunus
Die Liste der Naturdenkmale in Bad Soden am Taunus nennt die im Gebiet der Stadt Bad Soden am Taunus im Main-Taunus-Kreis in Hessen gelegenen Naturdenkmale.
| Bild                          | Bezeichnung                                     | Ortsteil, Lage                                                    | Beschreibung | Art        | Nr. |
| ----------------------------- | ----------------------------------------------- | ----------------------------------------------------------------- | --- | ---------- | --- |
| mehr Fotos \| Fotos hochladen | 3 Linden in Neuenhain                           | Neuenhain 50° 9′ 15″ N, 8° 29′ 45,3″ O                            | Auf einer kleinen Anhöhe befindlichen Verkehrsinsel standen ehemals drei prächtige, sehr alte Linden. Eine davon musste 1965 infolge starker Schädigung gefällt werden. Eine junge Linde wurde nachgepflanzt. Die drei Linden gelten als Wahrzeichen von Neuenhain und bilden das Wappen des Ortes. | Baumgruppe | 12  |
| BW                            | Edelkastanienhain in Neuenhain (Pfingstbrunnen) | Neuenhain 50° 9′ 31,7″ N, 8° 30′ 3,2″ O                           | Kleiner Edelkastanienhain auf dem sogenannten Pfingstbrunnen. | Baumgruppe | 13  |
| BW                            | Edelkastanienhain in Neuenhain (Holzbrunnen)    | Neuenhain 50° 9′ 32,4″ N, 8° 29′ 49,6″ O                          | Geschlossener Bestand aus prachtvollen Einzelbäumen auf dem Holzbrunnen in Neuenhain. | Baumgruppe | 14  |
| mehr Fotos \| Fotos hochladen | Edelkastanienhain in Neuenhain (Sophienstraße)  | Neuenhain 50° 9′ 47″ N, 8° 29′ 1,1″ O                             | Edelkastanienhain in Neuenhain an der sogenannten Sophienruhe. | Baumgruppe | 15  |
| mehr Fotos \| Fotos hochladen | Eiche am Paul-Reis-Haus in Bad Soden            | Bad Soden 50° 8′ 39″ N, 8° 29′ 58,3″ O                            | ca. 250 Jahre alte Eiche zeigt einen außergewöhnlichen Habitus. Die relativ niedrig ansetzende Krone ist weit ausladend. Eine Kronenentwicklung in dieser Ausladung findet sich auch bei freistehenden Bäumen selten.                                                                               | Einzelbaum | 30  |
| Fotos hochladen               | Linde im Altenhainer Tal in Bad Soden           | Bad Soden 50° 8′ 39,1″ N, 8° 29′ 11,7″ O                          | Der Baum gestaltet mit seiner prächtigen Erscheinungsform den Eingang zum Altenhainer Tal, welches inzwischen als Naturschutzgebiet Unteres Altenhainer Tal bei Bad Soden ausgewiesen ist. | Einzelbaum | 31  |
| BW                            | Edelkastanien im Kaierheck in Altenhain         | Altenhain 50° 9′ 10,8″ N, 8° 28′ 18,1″ O                          | Der Edelkastanienhain (Castanea sativa), der die ältesten Edelkastanien des MTK aufweist, soll als Nutzwald erhalten und gepflegt werden, wobei die ältesten Bäume zu schützen sind. | Baumgruppe | 35  |
| mehr Fotos \| Fotos hochladen | Friedenseiche in Bad Soden Neuenhain            | Neuenhain, Königsteiner Straße 166 50° 9′ 14,3″ N, 8° 29′ 32,3″ O | Die „Friedenseiche“ wurde 1871 anlässlich des Sieges im Deutsch-Französischen Krieg gepflanzt. Die Eiche ist auch wegen ihres großen Stammumfanges, der exponierten Lage ihres Standortes und ihrer ausladenden Krone in Bad Soden Neuenhain ortsbildprägend.                                       | Einzelbaum | 59  |

## Belege
1. ↑  
Naturdenkmale im Main-Taunus-Kreis (Stand September 2014). (pdf; 18,8 MB) in Umweltbericht Main-Taunus-Kreis 2014. Main-Taunus-Kreis; Der Kreisausschuss; Amt für Bauen und Umwelt, September 2014, S. 30–32, archiviert vom Original (nicht mehr online verfügbar) am 21. April 2016; abgerufen am 17. April 2016.
2. ↑  
Naturdenkmale in Hessen. (pdf; 405 kB) Anlage zu Kleine Anfrage der Abg. Ursula Hammann (BÜNDNIS 90/DIE GRÜNEN) vom 15.04.2011 betreffend Biotopverbund Teil 2 und Antwort der Ministerin für Umwelt, Energie, Landwirtschaft und Verbraucherschutz. Hessischer Landtag, 22. Juni 2011, S. 39–43, abgerufen am 4. Februar 2016.
3. ↑  Amtsblatt Nr. 23 (Memento vom 10. Mai 2016 im Internet Archive)

- Karte mit allen Koordinaten:
- OSM |
- WikiMap